# Bugatti EB18/3 Chiron
Ne doit pas être confondu avec Bugatti Chiron.
La Bugatti EB18/3 Chiron est le nom d’un prototype de GT à très hautes performances de Bugatti Automobiles SAS présenté en vedette par le groupe Volkswagen de Ferdinand Piëch (petit-fils de Ferdinand Porsche) au Salon automobile de Francfort 1999 baptisée du nom du célèbre pilote Louis Chiron.

## Historique
|  |  |

Digne héritière des Bugatti EB 118 et Bugatti EB218, elle rend hommage au pilote monégasque de Bugatti Louis Chiron, l’un des plus brillants pilotes des années 1920 et 1930.
Elle est dotée du moteur central 18 cylindres des EB 118 et EB 218 (6,25 litres, 72 soupapes, 555 ch à 6 800 tr/min, + de 330 km/h). Son design est réalisé par Fabrizio Giugiaro (ItalDesign) et Volkswagen-Design.
Elle est construite sur la plate-forme de la Lamborghini Diablo. La carrosserie est en fibre de carbone.

## Bugatti Chiron 2016
En 2015, à l'arrêt de la production de la Bugatti Veyron, le groupe VAG laisse filtrer des informations sur un nouveau modèle de Bugatti Chiron, dont les performances seront supérieures à celle de la Veyron.